# روبرت هايوود (لاعب كريكت)
روبرت هايوود (بالإنجليزية: Robert Haywood)‏ (3 مارس 1858 في المملكة المتحدة - 9 مايو 1922) هو لاعب كريكت بريطاني (وحمل سابقاً جنسية المملكة المتحدة لبريطانيا العظمى وأيرلندا). لعب مع Kent County Cricket Club ‏.

## وصلات خارجية
- روبرت هايوود (لاعب كريكت) على موقع إي آس بي آن كريك إنفو (الإنجليزية)